# Hudson Standard Eight
Der Hudson Standard Eight bezeichnet eine Serie von Achtzylinder-Automobilen, die die Hudson Motor Car Co. in Detroit im Modelljahr 1934 fertigte. Er war der Nachfolger des Pacemaker Standard Eight aus dem Vorjahr und etwas besser ausgestattet als der Challenger.
Die Fahrgestelle hatten einen Radstand von 2.946 mm oder 3.124 mm. Die Wagen mit kurzem Fahrgestell (Modell LT) hatten einen Reihenachtzylindermotor mit seitlich stehenden Ventilen mit 4.169 cm³ Hubraum (Bohrung × Hub = 76,2 mm × 114,3 mm) und einer Leistung von 108 bhp (79 kW) bei 3.800/min. Die Modell mit langem Fahrgestell (Modell LL) hatten einen Motor gleicher Größe, der jedoch 113 bhp (83 kW) bei 3.800/min. leistete. Über eine Einscheiben-Ölbadkupplung wurde die Motorkraft an ein Dreiganggetriebe (mit Mittelschaltung) und dann an die Hinterräder weitergeleitet. Die mechanischen Bremsen wirkten auf alle vier Räder. Anfahrhilfe und automatische Kupplung waren als Sonderausstattung verfügbar.
Es gab unterschiedlichste Aufbauten, für das Modell LT meistens mit 2 Türen. Eine viertürige Limousine war aber ebenfalls verfügbar. Der LL mit längerem Radstand wurde ausschließlich als viertürige Limousine mit oder ohne Trennscheibe geliefert.

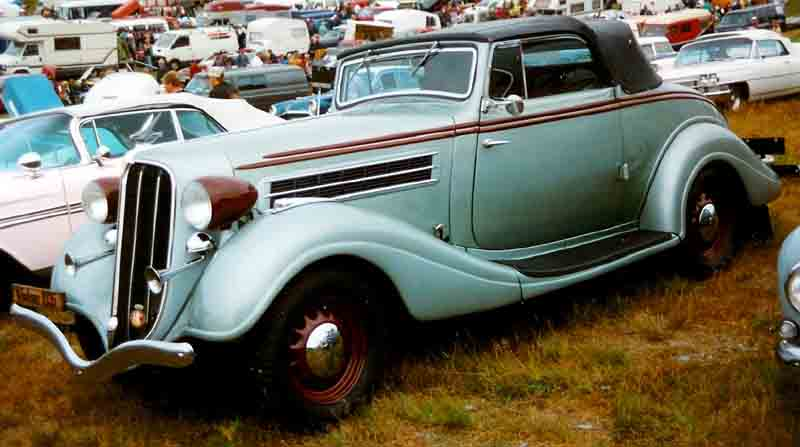
Hudson Special Eight Cabriolet (1935)

1935 hieß der Nachfolger und günstigste Hudson Special Eight, Modell HT. Er hatte einen Radstand von 2.972 mm und den Motor des Vorjahresmodell LL mit 113 bhp. Ansonsten gab es kaum Änderungen. 1936 entfiel dieses Modell zugunsten der seit 1934 / 1935 parallel gefertigten, luxuriöseren Modelle DeLuxe Eight und Custom Eight.